# Малик аль-Аштар
Ма́лик ибн аль-Ха́рис аль-Аштар (араб. مالك بن الحارث الأشتر‎; род. ок. 619, совр. Йемен — ок. 658, аль-Кульзум, совр. Египет) — военный и политический деятель времён правления халифа Усмана, сторонник Али ибн Абу Талиба. В битве при Ярмуке (636 г.) получил ранение глаза из-за которого получил прозвище аль-Аштар («человек с перевёрнутыми веками»).

## Биография
Его полное имя: Малик ибн аль-Харис ибн ‘Абд Ягус ибн Маслама ибн Заби‘а ибн Харис ан-Нахаи аль-Аштар. Он родился около 619 года в Йемене, принадлежал к знатному роду ан-Нахаи. Отличался смелостью в борьбе с византийцами. Был одним из самых ярых агитаторов против халифа Усмана и правящего класса того периода. Защищал права и требования «Организации воинов фай». В 653 году наместник Куфы Саид ибн аль-Ас изгнал его в Сирию вместе с десятью другими агитаторами. Муавия ибн Абу Суфьян впоследствии отправил его обратно в Ирак, но Саид послал его к наместнику Хомса. В 654 году во время волнений в Куфе, он вернулся в Куфу и оказался во главе группы мятежников, которые помешали возвращению Саида ибн аль-Аса и добились назначения Абу Мусы аль-Ашари.
Во время восстания в Медине, которое закончилась убийством Усмана, он привёл двести человек из Куфы и стал одним из тех, кто осадил дом халифа. Некоторые историки даже упоминали его имя среди убийц халифа. Во время кампании против Аиши, Тальхи и аз-Зубайра он был отправлен в Куфу вместе с другими знатными людьми, чтобы убедить жителей принять сторону Али. Принимал участие в битве верблюда (656). Источники упоминают его поединок с Абдуллахом ибн аз-Зубайром и другие смелые поступки.
Будучи во главе авангарда в кампании против Муавии он заставил жителей Ракки организовать переправу через Евфрат, чтобы перебросить войска халифа Али. Аль-Аштар проявил рвение и храбрость в битве при Сиффине, в которой он командовал правым крылом армии. Во время третейского суда с Муавией Али хотел иметь Малика аль-Аштар в качестве арбитра, но его сторонники отказались, зная, что такой выбор будет означать продолжение войны. Когда аль-Аштару сообщили о перемирии, он хотел продолжить сражение считая, что победа рядом и произнёс перед войсками речь. Затем он попытался избежать подписания соглашения.
Возможно из-за его бескомпромиссной позиции по отношению к перемирию с Муавией, Али избавился от него, назначив его наместником Мосула и других городов Ирака и Сирии, которые были в его распоряжении. Затем он был переведён в Египет, но не достиг места своего назначения, так как прибыв в аль-Кульзум он был отравлен местным джаястаром (логистаром). Услышав о смерти аль-Аштара, Муавия выразил удовлетворение, из-за чего подозревался в подстрекательстве к его убийству. Похоронен в городе аль-Ариш.
Аль-Аштар имел гигантский рост. Его меч носил имя аль-Луджж («блеск проточной воды»).